# Trofeo Indoor di Formula 1
Il  Trofeo Indoor di Formula 1 fu una manifestazione automobilistica organizzata tra il 1988 e il 1996 nel corso del Motor Show di Bologna. La manifestazione vedeva la partecipazione di vetture di Formula 1, coi piloti impegnati in gare uno-contro-uno a eliminazione. I piloti venivano fatti correre in parallelo in piste contigue; prevaleva il pilota che otteneva il tempo più basso. La sfida era solitamente al meglio delle tre prove.
Pur se col nome di indoor, le gare si disputavano all'aperto, su un circuito ricavato nell'Area 48 all'interno del comprensorio fieristico di Bologna.
Dal 1997 la manifestazione venne riservata a vetture di Formula 3000, col nome di Bologna Motorshow F3000 Sprint.

## Albo d'oro
| Anno | Pilota               | Costruttore             | Resoconto     |
| ---- | -------------------- | ----------------------- | ------------- |
| 1988 | Luis Pérez-Sala      | Minardi-Ford Cosworth   | Resoconto     |
| 1989 | Luis Pérez-Sala      | Minardi-Ford Cosworth   | Resoconto     |
| 1990 | Gianni Morbidelli    | Minardi-Ford Cosworth   | Resoconto     |
| 1991 | Gabriele Tarquini    | Fondmetal-Ford Cosworth | Resoconto     |
| 1992 | Johnny Herbert       | Lotus-Judd              | Resoconto     |
| 1993 | Rubens Barrichello   | Jordan-Hart             | Resoconto     |
| 1994 | non disputato        | non disputato           | non disputato |
| 1995 | Luca Badoer          | Minardi-Ford Cosworth   | Resoconto     |
| 1996 | Giancarlo Fisichella | Benetton-Renault        | Resoconto     |